# ジェームズ・リード
ジェームズ・リード（英: James Read, 1953年7月31日 - ）は、アメリカ合衆国の俳優。ニューヨーク州バッファロー出身。

## 概要
ペパーダイン大学卒業。その後、ニューヨークで役者としての修行を積んでいき、ブロードウェイで主役を演じた。
1980年代にはテレビ、映画にも進出。二枚目役を中心に数多くの作品に出演して、存在感を発揮している。

## 出演作品
- 探偵レミントン・スティール
- 新・刑事コロンボ（54話 華麗なる罠）
- 大統領の条件
- 深層心理/女医カイザーの場合
- チャームド～魔女3姉妹 (シーズン3～8)
- 女検死医ジョーダン (シーズン4)
- コールドケース6
- Fame フェーム
- Persons Unknown 〜そして彼らは囚われた
- ザ・プロテクター/狙われる証人たち (シーズン3)
- キャッスル 〜ミステリー作家は事件がお好き (シーズン4)
- CSI:ニューヨーク9 ザ・ファイナル
- スタートレック:ヴォイジャー(162、163話人間改造惑星クアラ)
- 宇宙探査艦オーヴィル (S3E2、『シャドウ・レルムズ』)